# Justin Shugg
Justin Shugg (* 24. Dezember 1991 in Niagara Falls, Ontario) ist ein ehemaliger kanadischer Eishockeyspieler, der im Verlauf seiner aktiven Karriere zwischen 2007 und 2021 unter anderem 151 Spiele für die Augsburger Panther, Kölner Haie und den EHC Red Bull München in der Deutschen Eishockey Liga (DEL) sowie 275 weitere für die Charlotte Checkers in der American Hockey League (AHL) auf der Position des linken Flügelstürmers bestritten hat.

## Karriere
Justin Shugg begann seine Karriere als Eishockeyspieler in der kanadischen Juniorenliga Ontario Hockey League, in der er von 2007 bis 2011 für die Oshawa Generals, Windsor Spitfires und Mississauga St. Michael’s Majors aktiv war. Mit den Windsor Spitfires gewann er in den Spielzeiten 2008/09 und 2009/10 jeweils den J. Ross Robertson Cup, den Meistertitel der OHL, sowie anschließend den Memorial Cup, das Finalturnier um die Meisterschaft der Canadian Hockey League. Im NHL Entry Draft 2010 wurde der Flügelspieler in der vierten Runde als insgesamt 105. Spieler von den Carolina Hurricanes ausgewählt, für deren Farmteam Charlotte Checkers er in der Saison 2011/12 erstmals in der American Hockey League spielte. Parallel lief er zu Saisonbeginn für deren Kooperationspartner Florida Everblades in der ECHL auf und wurde im Oktober 2011 einmal zum Spieler der Woche der ECHL gewählt. Am Ende der Spielzeit gewann er mit den Everblades den Kelly Cup der ECHL.
Im Anschluss etablierte sich Shugg in der AHL bei den Charlotte Checkers und kommt dort regelmäßig zum Einsatz. Darüber hinaus gab er im Dezember 2014 sein Debüt für die Hurricanes in der NHL. 2016 wechselte er in die Kontinentale Hockey-Liga zu Dinamo Riga. Im Dezember 2016 wurde er von den Augsburger Panthern aus der Deutschen Eishockey Liga (DEL) verpflichtet. Im Juni 2017 wechselte er auf eigenen Wunsch zum Ligakonkurrenten Kölner Haie. Ein Jahr später verließ er die Haie wieder und wurde im Dezember 2018 vom EHC Red Bull München verpflichtet.
Nachdem er dort 13 Monate verbracht hatte, wechselte der Kanadier im Januar 2020 bis zum Saisonende in die finnische Liiga zu Saimaan Pallo. Ab Sommer 2020 ging er in Dänemark für die Frederikshavn White Hawks auf Tore- und Punktejagd, wo er ein Jahr später im Alter von 30 Jahren seine aktive Karriere beendete.

## Erfolge und Auszeichnungen
| - 2009 J.-Ross-Robertson-Cup-Gewinn mit den Windsor Spitfires - 2009 Memorial-Cup-Gewinn mit den Windsor Spitfires - 2010 J.-Ross-Robertson-Cup-Gewinn mit den Windsor Spitfires | - 2010 Memorial-Cup-Gewinn mit den Windsor Spitfires - 2012 Kelly-Cup-Gewinn mit den Florida Everblades - 2019 Deutscher Vizemeister mit dem EHC Red Bull München |

## Karrierestatistik
(Legende zur Spielerstatistik: Sp oder GP = absolvierte Spiele; T oder G = erzielte Tore; V oder A = erzielte Assists; Pkt oder Pts = erzielte Scorerpunkte; SM oder PIM = erhaltene Strafminuten; +/− = Plus/Minus-Bilanz; PP = erzielte Überzahltore; SH = erzielte Unterzahltore; GW = erzielte Siegtore; 1 Play-downs/Relegation; Kursiv: Statistik nicht vollständig)